# 埃玛·莫法特
埃玛·莫法特（英語：Emma Moffatt，1984年9月7日—），澳大利亚女子铁人三项运动员。她曾获得2008年夏季奥运会铁人三项比赛女子个人铜牌。她也参加了2012年和2016年夏季奥运会。